# Sebastián Vázquez
Sebastián Vázquez, vollständiger Name Sebastián Rodrigo Vázquez Maidana, (* 4. November 1980 in San Ramón) ist ein uruguayischer ehemaliger Fußballspieler.

## Karriere

### Verein
Der 1,84 Meter große Mittelfeldspieler Vázquez stand zu Beginn seiner Karriere in den Jahren 2003 und 2004 in Reihen von Liverpool Montevideo. 2004 bestritt er dort 33 Spiele in der Primera División und schoss acht Tore. Von 2005 bis Ende 2006 war er für Nacional Montevideo aktiv und wurde in diesem Zeitraum in 56 Erstligapartien eingesetzt, bei denen er insgesamt 13-mal ins gegnerische Tor traf. In den Spielzeiten 2005 und 2005/06 wurde Nacional Uruguayischer Meister. Sodann wechselte er zu Estudiantes de La Plata. Bei den Argentiniern lief er in elf Erstligabegegnungen (kein Tor) auf. Anfang August 2007 schloss Vázquez sich dem ukrainischen Klub Tschornomorez Odessa an. Dort absolvierte er 35 Ligaspiele und erzielte sieben Treffer. Im Februar 2009 kehrte er auf Leihbasis zu Liverpool Montevideo zurück.  In der Apertura 2009 bestritt er bei den Montevideanern zwölf Partien in der Primera División und schoss zwei Tore. Anschließend war er wieder für die Mannschaft aus Odessa aktiv und erzielte einen Treffer bei neun Ligaeinsätzen. Von Ende Januar 2010 bis Anfang Juli 2010 kam er für Beitar Jerusalem in acht Begegnungen (kein Tor) der Ligat ha’Al zum Einsatz. Es folgten in der Apertura 2010 neun Erstligaeinsätze (kein Tor) für den uruguayischen Klub Danubio FC. Im Januar 2011 wurde Vázquez an Hangzhou Nabel Greentown ausgeliehen. Für die Chinesen absolvierte er 17 Ligapartien (ein Tor) und fünf Spiele (kein Tor) der AFC Champions League. Im Februar 2012 begann er ein erstes Engagement beim Cerro Largo FC. In der Clausura 2012 wurde er bei dem Team aus Melo zwölfmal in der höchsten uruguayischen Spielklasse eingesetzt und traf einmal. In der Saison 2012/13 stand er beim Club Atlético Peñarol unter Vertrag und trug bei den „Aurinegros“ mit zwei Ligaeinsätzen (kein Tor) in der Apertura zum Gewinn des Landesmeistertitels bei. Es folgte in der Spielzeit 2013/14 eine Karrierestation beim Club Atlético Rentistas. Dort bestritt er 26 Erstligapartien und traf zweimal ins gegnerische Tor. Von Mitte Juli 2014 bis Ende Januar 2015 setzte er seine Laufbahn beim paraguayischen Verein Club Sol de América fort. Für die Mannschaft aus der Hauptstadt Asunción lief er in sieben Ligabegegnungen (kein Tor) auf. In der Clausura 2015 stand er im Rahmen eines zweiten Engagements beim osturuguayischen Cerro Largo FC zwölfmal (kein Tor) in der Segunda División auf dem Platz. Im Juli 2015 band er sich ebenfalls zum zweiten Mal in seiner Karriere vertraglich an Rentistas. In der Saison 2015/16 wurde er in 27 Erstligaspielen eingesetzt und schoss ein Tor. Im Juli 2016 kehrte er zum Cerro Largo FC zurück. Nach neun Zweitligaeinsätzen (ein Tor) in der Saison 2016, folgten in der Spielzeit 2017 bislang (Stand: 24. Juli 2017) vier weitere absolvierte Ligapartien (kein Tor). 2018 folgte ein letztes Mal ein Wechsel: Wieder waren die Rentistas sein Ziel. Am Ende des Jahres hörte Vázquez mit dem Profifußball auf.

### Nationalmannschaft
Vázquez debütierte am 26. Oktober 2005 bei der 1:3-Niederlage im Freundschaftsspiel gegen Mexiko unter Trainer Jorge Fossati in der uruguayischen A-Nationalmannschaft, als er in der 46. Spielminute für Martín Ligüera eingewechselt wurde. Diesem persönlich torlosen Länderspieleinsatz folgten keine weiteren.

### Erfolge
- Uruguayischer Meister: 2005, 2005/06, 2012/13